# Stanisław Podwiński (ur. 1946)
Stanisław Józef Podwiński (ur. 13 maja 1946) – polski samorządowiec i menedżer, w 1999 członek zarządu województwa opolskiego I kadencji.

## Życiorys
Zaangażował się w działalność polityczną w ramach Akcji Wyborczej Solidarność. W 1998 z jej listy wybrany na radnego sejmiku opolskiego, w trakcie kadencji dołączył do Platformy Obywatelskiej. Z dniem 1 stycznia 1999 został powołany na stanowisko członka zarządu województwa opolskiego. Odwołany z tej funkcji już 26 stycznia tego samego roku. Nie ubiegał się w 2002 o reelekcję w wyborach do sejmiku.
Zasiadał w radach nadzorczych spółek prawa handlowego (m.in. ZNTK Opole), a także agencji Rozwoju Opolszczyzny. Pełnił funkcję prezesa firmy Izostal, a w latach 90. kierował Hutą Andrzej w Zawadzkiem.